# サム・アデクグベ
サム・アデクグベことサミュエル・アヨミデ・アデクグベ（Samuel Ayomide Adekugbe, 1995年1月16日 - ）は、カナダのプロサッカー選手。カナダ代表。バンクーバー・ホワイトキャップス所属。ポジションはディフェンダー（左サイドバック）。

## 経歴

### クラブ
2013年8月28日、MLSのバンクーバー・ホワイトキャップスと契約を交わし、クラブ史上7人目のホームグロウン選手となった。10月27日、3-0で勝利したコロラド・ラピッズとの2013シーズン最終戦でプロデビュー。
2015年冬、EFLチャンピオンシップのブライトン&ホーヴ・アルビオンに招かれ、トレーニングに参加。2016年7月15日、ブライトンへの期限つき移籍に合意し、当初はリザーブチームの所属となった。同年8月9日、EFLカップ初戦のコルチェスター・ユナイテッド戦に先発出場し、4-0で勝利。同月23日、2回戦のオックスフォード・ユナイテッド戦ではプロ初ゴールを記録し、4-2で勝利した。
2017年1月14日、プレストン・ノースエンド戦に先発し、EFL初出場を果たしたが、試合は0-2で敗れた。
同年7月25日、期限つき移籍でアルスヴェンスカンのヨーテボリに加入。契約には買い取りオプションが設定されていた。30日にノルシェーピン戦でデビューし、試合は4-1で勝利した。
2018年1月8日、エリテセリエンのヴォレレンガ・フォトバルはアデクグベを4年契約で獲得したと発表。3月12日のクリスチャンスン戦でエリテセリエン初出場。ヴオレレンガで過ごした3シーズン半では94試合に出場した。
2021年6月18日、スュペル・リグのハタイスポルと8月1日からの3年契約を交わしたことが発表された。8月14日のカスムパシャ戦で移籍後初出場。
2023年2月17日、同じスュペル・リグのガラタサライに期限つき移籍。100万ユーロでの買い取りオプションが設定されている。
8月3日、2年半の契約で古巣のバンクーバー・ホワイトキャップスに移籍した。

### 代表
イングランド、ナイジェリア、およびカナダの代表資格を有しており、2012年には、イングランド代表としてウェンブリー・スタジアムでプレイするのが夢であると語っていた。
2013年8月11日から21日に開催された、COTIF U-20トーナメントにU-18カナダ代表のメンバーとして出場。バンクーバーでの活躍の後、2014年11月7日にロブ・ゲイル監督が率いるU-20カナダ代表に召集された。11月12日に行われたU-20イングランド戦でデビューし、試合は1-1で引き分けた。2015年1月には、CONCACAF U-20選手権にU-20カナダ代表として出場した。
2013年9月、モーリタニアとの親善試合2試合でA代表に初招集されたが、試合出場はなかった。A代表初出場はその2年後、2015年9月8日に行われたベリーズ戦であった。2022年1月30日、FIFAワールドカップ・北中米カリブ海地区予選のアメリカ戦で代表初ゴールを記録した。

## 人物
ナイジェリアにルーツを持つ両親のもとロンドンに生まれ、10歳までイングランドで過ごした後、家族でカナダに移住した。弟のエリヤもカヴァルリーに所属するプロサッカー選手で、マンチェスター・シティのファンであるという。
2013年8月23日にカナダの永住権を取得し、MLSの規約上、カナダの国内選手として登録された。2016年にカナダ国籍を取得。

## 個人成績

### クラブ
| 国内大会個人成績 | 国内大会個人成績 | 国内大会個人成績 | 国内大会個人成績   | 国内大会個人成績 | 国内大会個人成績 | 国内大会個人成績 | 国内大会個人成績 | 国内大会個人成績 | 国内大会個人成績 | 国内大会個人成績 | 国内大会個人成績 |
| 年度             | クラブ           | 背番号           | リーグ             | リーグ戦         | リーグ戦         | リーグ杯         | リーグ杯         | オープン杯       | オープン杯       | 期間通算         | 期間通算         |
| 年度             | クラブ           | 背番号           | リーグ             | 出場             | 得点             | 出場             | 得点             | 出場             | 得点             | 出場             | 得点             |
| カナダ           | カナダ           | カナダ           | カナダ             | リーグ戦         | リーグ戦         | リーグ杯         | リーグ杯         | オープン杯       | オープン杯       | 期間通算         | 期間通算         |
| ---------------- | ---------------- | ---------------- | ------------------ | ---------------- | ---------------- | ---------------- | ---------------- | ---------------- | ---------------- | ---------------- | ---------------- |
| 2013             | バンクーバー     | 24               | MLS                | 1                | 0                | 0                | 0                | -                | -                | 1                | 0                |
| 2014             | バンクーバー     | 3                | MLS                | 4                | 0                | -                | -                | 0                | 0                | 4                | 0                |
| 2015             | バンクーバー     | 3                | MLS                | 9                | 0                | -                | -                | 1                | 0                | 10               | 0                |
| 2016             | バンクーバー     | 3                | MLS                | 2                | 0                | -                | -                | 2                | 0                | 4                | 0                |
| イングランド     | イングランド     | イングランド     | イングランド       | リーグ戦         | リーグ戦         | FLカップ         | FLカップ         | FAカップ         | FAカップ         | 期間通算         | 期間通算         |
| 2016-17          | ブライトン       | 44               | チャンピオンシップ | 1                | 0                | 2                | 1                | 2                | 0                | 5                | 1                |
| スウェーデン     | スウェーデン     | スウェーデン     | スウェーデン       | リーグ戦         | リーグ戦         | リーグ杯         | リーグ杯         | オープン杯       | オープン杯       | 期間通算         | 期間通算         |
| 2017             | ヨーテボリ       | 5                | アルスヴェンスカン | 9                | 0                | -                | -                | 1                | 0                | 10               | 0                |
| ノルウェー       | ノルウェー       | ノルウェー       | ノルウェー         | リーグ戦         | リーグ戦         | リーグ杯         | リーグ杯         | ノルウェー杯     | ノルウェー杯     | 期間通算         | 期間通算         |
| 2018             | ヴォレレンガ     | 25               | エリテセリエン     | 27               | 0                | -                | -                | 2                | 0                | 29               | 0                |
| 2019             | ヴォレレンガ     | 25               | エリテセリエン     | 24               | 0                | -                | -                | 1                | 0                | 25               | 0                |
| 2020             | ヴォレレンガ     | 25               | エリテセリエン     | 26               | 0                | -                | -                | 0                | 0                | 26               | 0                |
| 2021             | ヴォレレンガ     | 25               | エリテセリエン     | 12               | 0                | -                | -                | 0                | 0                | 12               | 0                |
| トルコ           | トルコ           | トルコ           | トルコ             | リーグ戦         | リーグ戦         | トルコ杯         | トルコ杯         | オープン杯       | オープン杯       | 期間通算         | 期間通算         |
| 2021-22          | ハタイスポル     | 23               | スュペル・リグ     | 34               | 0                | 3                | 0                | -                | -                | 37               | 0                |
| 2022-23          | ハタイスポル     | 23               | スュペル・リグ     | 18               | 0                | 1                | 0                | -                | -                | 19               | 0                |
| 2022-23          | ガラタサライ     | 32               | スュペル・リグ     | 6                | 0                | -                | -                | -                | -                | 6                | 0                |
| カナダ           | カナダ           | カナダ           | カナダ             | リーグ戦         | リーグ戦         | リーグ杯         | リーグ杯         | オープン杯       | オープン杯       | 期間通算         | 期間通算         |
| 2023             | バンクーバー     | 3                | MLS                |                  |                  |                  |                  | -                | -                |                  |                  |
| 通算             | カナダ           | カナダ           | MLS                | 16               | 0                | 0                | 0                | 3                | 0                | 19               | 0                |
| 通算             | イングランド     | イングランド     | チャンピオンシップ | 1                | 0                | 2                | 1                | 2                | 0                | 5                | 1                |
| 通算             | スウェーデン     | スウェーデン     | アルスヴェンスカン | 9                | 0                | -                | -                | 1                | 0                | 10               | 0                |
| 通算             | ノルウェー       | ノルウェー       | エリテセリエン     | 89               | 0                | -                | -                | 3                | 0                | 92               | 0                |
| 通算             | トルコ           | トルコ           | スュペル・リグ     | 58               | 0                | 4                | 0                | -                | -                | 62               | 0                |
| 総通算           | 総通算           | 総通算           | 総通算             | 173              | 0                | 6                | 1                | 9                | 0                | 188              | 1                |

## 代表歴

### 出場大会
- カナダ代表
  - 2022 FIFAワールドカップ

### 試合数
- 国際Aマッチ 42試合 1得点（2015年-）[26]

| カナダ代表 | 国際Aマッチ | 国際Aマッチ |
| 年         | 出場        | 得点        |
| ---------- | ----------- | ----------- |
| 2015       | 2           | 0           |
| 2016       | 1           | 0           |
| 2017       | 3           | 0           |
| 2018       | 1           | 0           |
| 2019       | 2           | 0           |
| 2020       | 2           | 0           |
| 2021       | 13          | 0           |
| 2022       | 13          | 1           |
| 2023       | 5           | 0           |
| 通算       | 42          | 1           |

#### 得点
| #  | 年月日        | 開催地                 | 対戦国         | 勝敗 | 試合概要                                       |
| -- | ------------- | ---------------------- | -------------- | ---- | ---------------------------------------------- |
| 1. | 2022年1月30日 | オンタリオ州ハミルトン | アメリカ合衆国 | ○2-0 | 2022 FIFAワールドカップ・北中米カリブ海3次予選 |